# 鄭有州
尤金·鄭（英語：Eugene H. Trinh，1950年9月14日—），原名鄭有州，移民美國的越南華裔，著名生物化學家。曾於1992年作為有效載荷專家執行美國航空航天局STS-50航天飛機任務，在太空中停留長達13日19小时30分钟。

## 生平
尤金·鄭生於越南西貢，兩歲時隨父母移居法國巴黎。18歲(1968年)來到美國求學，後來成為美國公民。
尤金·鄭曾分別獲得哥倫比亞大學學士和耶魯大學應用物理學博士學位， 1979年到帕薩迪納噴氣推進實驗室工作。1992年6月25日，乘哥倫比亞號太空梭升空飛行，歷時14天，打破了1990年歷時10天21日的太空飛行紀錄，成為第三位美籍華裔太空人。他主要負責兩項液體流體物理實驗，研究失重條件下聲波對液滴的控制，這些實驗為未來生化與材料科學的發展創造條件。